# زانکت گورگن آندر اشتاینفینگ
زانکت گورگن آندر اشتاینفینگ (به آلمانی: Sankt Georgen an der Stiefing) یک منطقهٔ مسکونی در اتریش است که در لیبنیتس واقع شده‌است. زانکت گورگن آندر اشتاینفینگ ۱۳٫۸۷ کیلومتر مربع مساحت دارد ۳۱۹ متر بالاتر از سطح دریا واقع شده‌است.